# Чемпионат мира по плаванию в ластах 1994
7-й чемпионат мира по плаванию в ластах проводился в городе Дунгуань (Китай) с 24 по 31 октября 1994 года.

## Распределение наград
*   Страна-организатор
| Место | Страна    | Золото | Серебро | Бронза | Всего |
| ----- | --------- | ------ | ------- | ------ | ----- |
| 1     | Китай*    | 18     | 13      | 4      | 35    |
| 2     | Россия    | 4      | 9       | 9      | 22    |
| 3     | Венгрия   | 2      | 2       | 0      | 4     |
| 4     | Италия    | 0      | 0       | 4      | 4     |
| 5     | Франция   | 0      | 0       | 3      | 3     |
| 6     | Германия  | 0      | 0       | 2      | 2     |
| 7     | Финляндия | 0      | 0       | 1      | 1     |
| 8     | Колумбия  | 0      | 0       | 1      | 1     |
| Всего | Всего     | 24     | 24      | 24     | 72    |

## Призёры

### Мужчины
| Дисциплина         | Золото                                                                              | Золото   | Серебро                                                                         | Серебро  | Бронза                                                                  | Бронза   |
| ------------------ | ----------------------------------------------------------------------------------- | -------- | ------------------------------------------------------------------------------- | -------- | ----------------------------------------------------------------------- | -------- |
| 50 м ныряние       | Фу Зубин · Китай                                                                    | 15.05    | Лю Сюирон · Китай                                                               | 15.32    | Давид Ланди · Италия                                                    | 15.93    |
| 50 м в ластах      | W. Quian · Китай                                                                    | 16.22    | Фу Зубин · Китай                                                                | 16.64    | Сергей Ахапов · Россия                                                  | 16.99    |
| 100 м в ластах     | Сергей Ахапов · Россия                                                              | 37.63    | Ли Йонг · Китай                                                                 | 38.08    | Андрей Горбунов · Россия                                                | 39.18    |
| 200 м в ластах     | Константин Кудряев · Россия                                                         | 1:24.73  | Сергей Ахапов · Россия                                                          | 1:27.02  | Ли Йонг · Китай                                                         | 1:28.70  |
| 400 м в ластах     | Константин Кудряев · Россия                                                         | 3:06.95  | Норберт Саванья · Венгрия                                                       | 3:12.63  | Александр Нечитайло · Россия                                            | 3:13.07  |
| 800 м в ластах     | Норберт Саванья · Венгрия                                                           | 6:43.85  | Михаил Чернов · Россия                                                          | 6:47.99  | Сами Сорри · Финляндия                                                  | 6:51.58  |
| 1500 м в ластах    | Норберт Саванья · Венгрия                                                           | 12:56.29 | Михаил Чернов · Россия                                                          | 13:06.02 | Андрей Голохвастов · Россия                                             | 13:11.13 |
| 100 м с аквалангом | Лю Сюирон · Китай                                                                   | 15.32    | Y. Xiang Bin · Китай                                                            | 15.05    | Оскар Куартас · Колумбия                                                | 15.05    |
| 400 м с аквалангом | Ли Дзе · Китай                                                                      | 2:57.92  | Андрей Диденко · Россия                                                         | 2:59.41  | Лю Сюирон · Китай                                                       | 3:01.17  |
| 800 м с аквалангом | Ли Дзе · Китай                                                                      | 6:17.04  | Андрей Диденко · Россия                                                         | 6:17.52  | Сирил Шатле · Китай                                                     | 6:20.87  |
| эстафета 4×100 м   | Фу Зубин · Тан Веймин · Чен Цзиньфен · Ли Йонг · Китай                              | 2:31.10  | Сергей Ахапов · Максим Максимов · Андрей Горбунов · Константин Кудряев · Россия | 2:31.12  | Давид Ланди · Лука Тонелли · Роберто Фиоруччи · Кристиан Перес · Италия | 2:39.27  |
| эстафета 4×200 м   | Александр Нечитайло · Сергей Хозяинов · Сергей Ахапов · Константин Кудряев · Россия | 5:56.32  | R. Gurisatti · Z. Petrocski · Ласло Ковач · Норберт Саванья · Венгрия           | 6:07.53  | Чен Цзиньфен · Ке Гао · L. Chaohong · Тан Веймин · Китай                | 6:09.23  |

### Женщины
| Дисциплина         | Золото                                                | Золото   | Серебро                                                                          | Серебро  | Бронза                                                                  | Бронза   |
| ------------------ | ----------------------------------------------------- | -------- | -------------------------------------------------------------------------------- | -------- | ----------------------------------------------------------------------- | -------- |
| 50 м ныряние       | Ли Шаочжэнь · Китай                                   | 16.57    | C. Hong · Китай                                                                  | 17.21    | Лариса Бутенко · Россия                                                 | 18.39    |
| 50 м в ластах      | Чэнь Цяолян · Китай                                   | 18.58    | Лариса Бутенко · Россия                                                          | 19.73    | Мириам Виллетт · Франция                                                | 20.16    |
| 100 м в ластах     | У Сяохуй · Китай                                      | 41.76    | Ли Шаочжэнь · Китай                                                              | 42.00    | Лариса Бутенко · Россия                                                 | 43.89    |
| 200 м в ластах     | Лю Ци · Китай                                         | 1:32.74  | У Сяохуй · Китай                                                                 | 1:32.87  | Ирина Егорушкина · Россия                                               | 1:39.87  |
| 400 м в ластах     | Лю Ци · Китай                                         | 3:20.37  | Чэнь Цяолян · Китай                                                              | 3:21.74  | Мириам Виллетт · Франция                                                | 3:22.22  |
| 800 м в ластах     | Чэнь Цяолян · Китай                                   | 6:59.58  | Фан Цзинь · Китай                                                                | 7:03.45  | M. Muzolezi · Италия                                                    | 7:26.33  |
| 1500 м в ластах    | Чэнь Цяолян · Китай                                   | 13:26.18 | Фан Цзинь · Китай                                                                | 14:01.91 | M. Muzolezi · Италия                                                    | 14:18.67 |
| 100 м с аквалангом | Фу Сяоюн · Китай                                      | 36.65    | C. Hong · Китай                                                                  | 38.44    | Мириам Виллетт · Франция                                                | 42.39    |
| 400 м с аквалангом | Фан Цзинь · Китай                                     | 3:01.84  | Чао Чэн · Китай                                                                  | 3:08.61  | Юлия Соболева · Россия                                                  | 3:25.69  |
| 800 м с аквалангом | Фан Цзинь · Китай                                     | 6:36.49  | P. Peirong · Китай                                                               | 6:45.98  | Юлия Соболева · Россия                                                  | 7:13.28  |
| эстафета 4×100 м   | Ли Шаочжэнь · W. Hong · F. Chunhua · У Сяохуй · Китай | 2:50.53  | Юлия Соболева · Наталья Музыченко · Ирина Егорушкина · Лариса Бутенко · Россия   | 3:01.82  | Марайке Ляйст · Нэнси Ауст · Эльке Калетта · Клаудиа Шинцель · Германия | 3:11.54  |
| эстафета 4×200 м   | У Сяохуй · Ли Шаочжэнь · Чао Чэн · Лю Ци · Китай      | 6:18.74  | Ирэна Патрушева · Наталья Музыченко · Лариса Бутенко · Ирина Егорушкина · Россия | 6:49.29  | Марайке Ляйст · Нэнси Ауст · Эльке Калетта · Клаудиа Шинцель · Германия | 7:01.71  |